# Templo de Apolo Dafnéforo
El templo de Apolo Dafnéforo fue un antiguo templo griego dedicado a Apolo en la ciudad de Eretria, en la isla de Eubea, Grecia. Fue el principal santuario de la ciudad y se han identificado varias fases de construcción, que datan de los años 700 a 500 a. C. Las ruinas del templo se encuentran en la parte norte de la actual ciudad de Eretria, en la calle Apóllonos Dafnifórou.

## Historia
Estaba dedicado a la planta de «laurel que porta Apolo». El Himno homérico a Apolo cuenta que Apolo se asentó en la llanura Lelantina en busca de un lugar para su oráculo. Había un santuario o templo en cuatro fases de construcción, las dos primeras datadas en el 700 a. C., la tercera en el 600 a. C. y la cuarta en el 500 a. C.

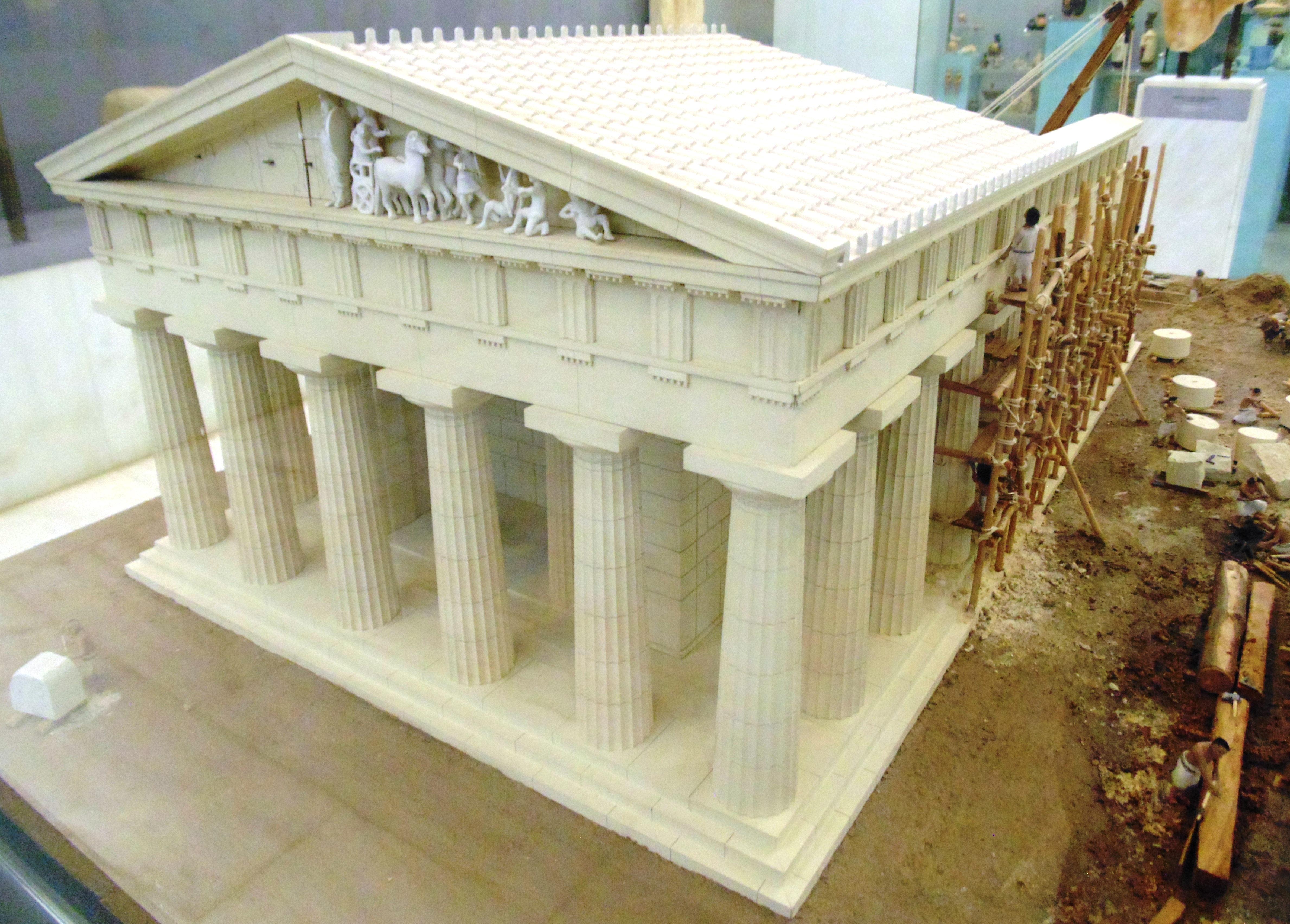
Maqueta en miniatura de la construcción de un templo. Museo Arqueológico de Eretria.

En el periodo geométrico, en torno al 700 a. C., había en el lugar una casa con una fachada con forma de ábside, que también pudo haber sido de culto, y un hecatompedón (templo de 30 metros de largo) ligeramente posterior, también con fachada con forma de ábside. Fueron demolidos hacia finales del siglo VII a. C. A principios de la época arcaica, en torno al 670-650 a. C., se construyó en el lugar un nuevo templo hecatompedón. La última fase, un templo de estilo dórico, se construyó hacia la época arcaica, alrededor del 530-520 a. C.
Se cree que este último templo fue destruido en la invasión aqueménida durante la primera guerra médica en el 490 a. C. Es posible que el templo estuviera aún inacabado en aquel momento. Posiblemente, se restauró por completo o al menos parcialmente, ya que el lugar siguió siendo de culto al menos hasta los años 300-200 a. C. Durante la época romana, se reutilizó gran parte de las piedras del edificio.
Las excavaciones arqueológicas de la zona del templo se llevaron a cabo bajo la dirección de Konstantinos Kourouniotis entre 1899 y 1910.

## Edificios
El templo estaba situado en el lado norte del ágora de Eretria. Hay restos de cimientos de todas las fases de construcción del templo. La última fase del templo, aparte de sus cimientos, consiste principalmente en unos pocos tambores de columnas y partes de los capiteles y la decoración escultórica.
Templo de la época arcaica temprana

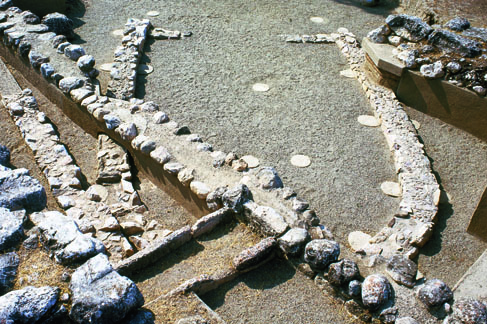
Restos de una casa con ábside del periodo geométrico.

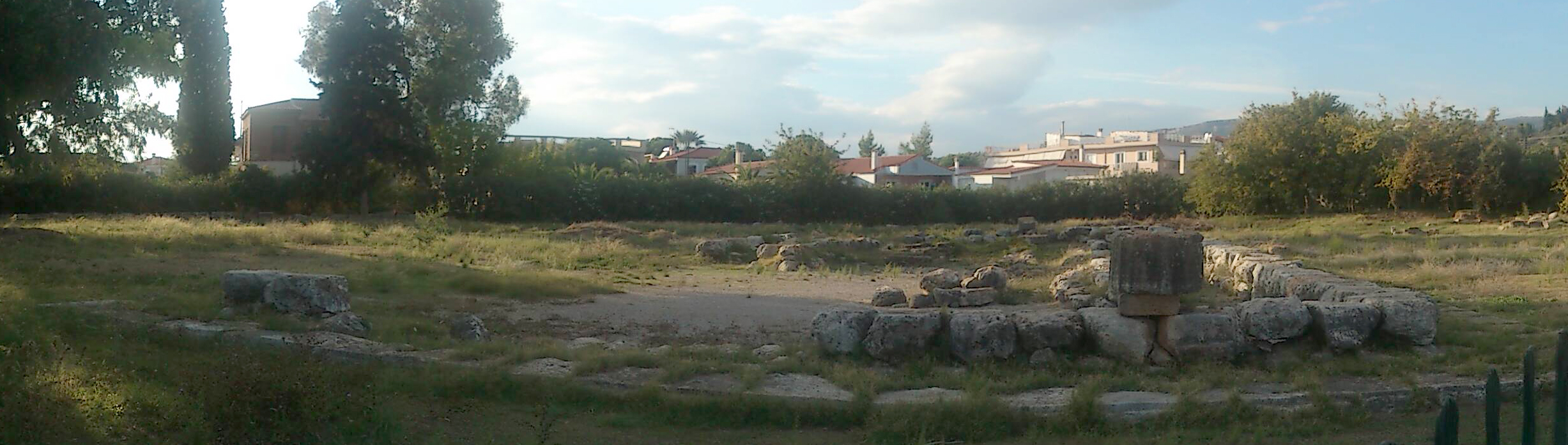
Ruinas del templo de Apolo Dafnéforo.

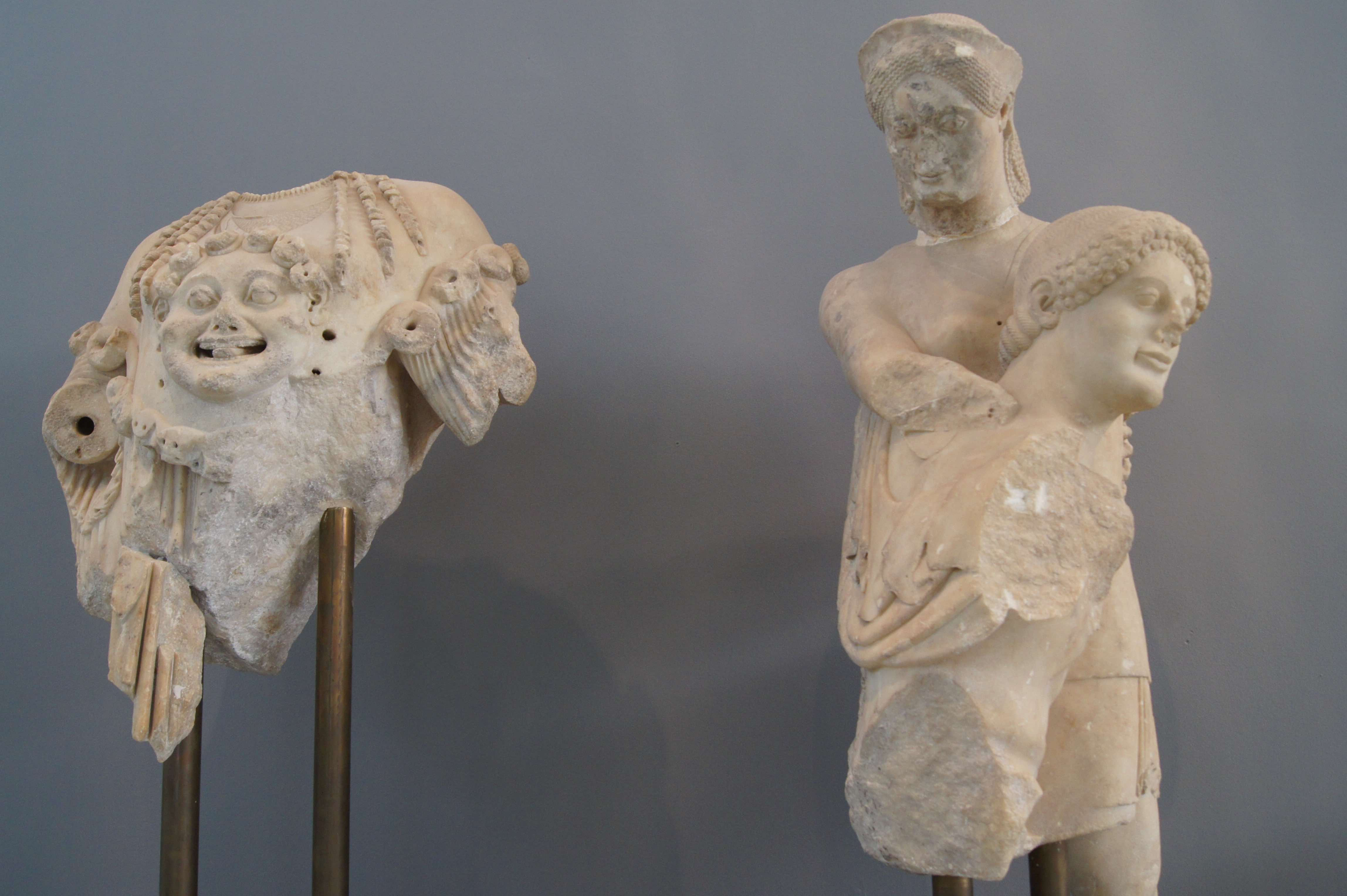
Atenea (parte del torso) y Teseo y Antíope, restos de la decoración del frontón de la época arcaica tardía en el extremo oeste del templo. Museo Arqueológico de Eretria.

El templo de principios de la época arcaica era de estilo jónico. Era un templo períptero con 6 × 19 columnas de madera, que medía unos 40,1 m de largo y 11,7 m de ancho. En el centro del templo había una larga y estrecha naos, que se convirtió en un templo hecatompedón, es decir, de unos 100 pies, unos 34 m de largo. La anchura de la naos era de unos 20 pies, unos 7 m. No había pronaos ni opistodomos. Se construyó excepcionalmente en dirección noroeste-sureste en lugar de la típica dirección este-oeste.
Templo de la época arcaica tardía
El templo de finales del periodo arcaico era de estilo dórico. Era un templo períptero con 6 × 14 columnas, de unos 47,8 m de largo y 20,6 m de ancho. Tenía una naos, un pronaos y un opistodomos, cada uno con dos columnas delante (dístilo in antis). En el interior de la naos había dos filas de ocho columnas que la dividían en tres naves. El templo se construyó con piedra de poros y mármol. Sus soluciones arquitectónicas recordaban en muchos aspectos a las de su predecesor jónico.
La talla del frontón oeste del templo representa una amazonomaquia, posiblemente tallada por Antenor.] El centro del grupo de esculturas era Atenea, cuya parte superior se ha conservado. Una parte mejor conservada muestra a Teseo raptando a la amazona Antíope, lo que ilustra los estrechos vínculos de Eretria con Atenas. Estas partes fueron enterradas deliberadamente tras la destrucción por los aqueménidas,y en la actualidad se encuentran en el Museo Arqueológico de Eretria.